# Pop (Namangan)
Pop ist eine Stadt in der usbekischen Viloyat Namangan im Ferghanatal und Hauptort des gleichnamigen Bezirks.
Die Stadt liegt im Westen der Viloyat Namangan etwa 50 km westlich der Viloyathauptstadt Namangan und etwa 30 km von der Grenze zu Tadschikistan entfernt. In Pop trifft die Bahnstrecke Angren–Pop der Usbekischen Eisenbahnen (Oʻzbekiston Temir Yoʻllari) auf die Strecke Qoʻqon–Namangan. Durch die Stadt fließt der Nördliche Ferghanakanal, etwa 3 km südlich davon verläuft der Syrdarja.
Im Jahr 1980 erhielt Pop das Stadtrecht. Gemäß der Bevölkerungszählung 1989 hatte die Stadt 15.766 Einwohner, einer Berechnung für 2010 zufolge betrug die Einwohnerzahl 23.524.